# Ripon (Wisconsin)
Ripon è un comune degli Stati Uniti d'America, situato nello Stato del Wisconsin, nella contea di Fond du Lac.